# جنس آلبر
جنس آلبر (انگلیسی: Jens Alber؛ زادهٔ ۱۹۴۷) استاد، دانشمند سیاسی و جامعه‌شناس اهل آلمان است. به او در سال ۱۹۸۳ جوایز اشتاین روکان برای تحقیقات تطبیقی علوم اجتماعی اعطا شد

## زندگی
در سال ۱۹۷۲، جنس آلبر از دانشگاه کنستانز در رشته‌های جامعه‌شناسی، علوم سیاسی و روانشناسی فارغ‌التحصیل شد. از سال ۱۹۷۲ تا ۱۹۷۳ او دستیار تحقیقاتی در گروه جامعه‌شناسی دانشگاه مانهایم بود. بین سالهای ۱۹۷۳ تا ۱۹۷۷ به عنوان دستیار در پژوهشگاه جامعه‌شناسی دانشگاه کلن خدمت کرد و از ۱۹۷۷ تا ۱۹۸۰ به عنوان دستیار در پژوهشگاه جامعه‌شناسی دانشگاه کلن خدمت کرد. وی از سال ۱۹۸۰ تا ۱۹۸۳ به عنوان همکار تحقیقاتی در انستیتوی دانشگاه اروپا در فلورانس در پروژه «توسعه کشورهای رفاه اروپای غربی از جنگ جهانی دوم» مشغول به کار شد.
از سال ۱۹۸۶ تا ۱۹۹۱، جنس آلبر به عنوان دستیار تحقیق در انستیتوی مطالعات ماکس پلانک برای مطالعه جوامع در کلن فعالیت داشت. در سال ۱۹۹۱ وی ریاست سیاستگذاری اجتماعی را در دانشکده علوم اداری دانشگاه کونستانز، که تا سال ۲۰۰۱ برگزار کرده بود، به عهده گرفت.